# Ruta Nacional 114 (Argentina)

Mapa del recorrido de la vieja Ruta Nacional 114.

La Ruta Nacional 114 era el nombre que tenía antes de 1980 la carretera pavimentada de 23,4 km en el Departamento Santo Tomé, en el este de la Provincia de Corrientes, República Argentina, que une el empalme con la antigua Ruta Provincial 40 (ahora Ruta Nacional 14) a 4 km de Santo Tomé y la antigua Ruta Nacional 14 (actual Ruta Provincial 40).
Mediante el Decreto Nacional 1595 del año 1979 este camino pasó a ser parte de la Ruta Nacional 14, entre los km 685 y 709.

## Localidades
La ruta no pasa por ninguna población.